# Región de Inchiri
Inchiri (en árabe: ولاية إينشيري) es una región al oeste de Mauritania cuya capital es Akjoujt. La zona limita con Adrar al este, Trarza al sur y Dakhlet Nouadhibou al norte y este, con una pequeña franja costera al océano Atlántico. Tiene una superficie de 46.800 km², que en términos de extensión es similar a la de la República Dominicana.
Esta región tiene un solo departamento.